# Mateo Albéniz

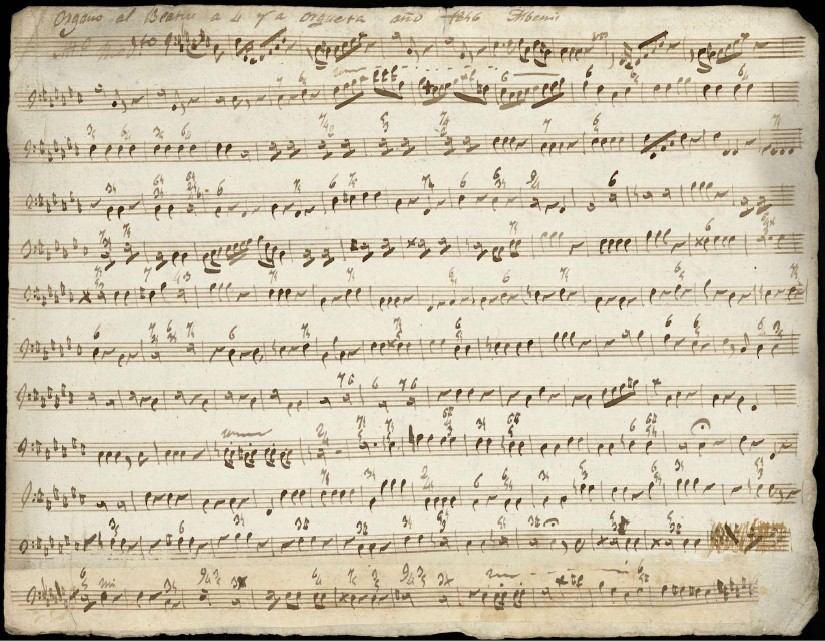
Manuskript von "Beatus vir" von Mateo Albéniz

Mateo Albéniz, mit vollständigem Namen Mateo Antonio Pérez de Albéniz (* 21. November 1755 in Logroño; † 23. Juni 1831 in San Sebastián), war ein spanischer Komponist, Kirchenmusiker und Musiktheoretiker. Es besteht keine Verbindung zum bekannteren Komponisten Isaac Albéniz. Sein Sohn Pedro Albéniz war ebenfalls Komponist und Pianist. 
Er hatte drei Mal das Amt als Kapellmeister, Kantor und Organist in großen Kirchen Nordspaniens inne. Das erste Mal um 1790 in San Sebastián, dann von 1795 bis 1800 in Logroño in der Kathedrale Santa María la Redonda und von 1800 bis 1829 erneut in San Sebastián.
Nach seiner Pensionierung 1829 lebte er bis zu seinem Tod weiter in San Sebastián.
Mateo Albéniz schrieb hauptsächlich kirchliche Kompositionen, wie Messen, Vespern und Weihnachtslieder, die im frühen 19. Jahrhundert in weiten Teilen Nordspaniens gespielt wurden, aber auch weltliche Musik.
Fast alle seiner kirchlichen Kompositionen vor 1813 wurden aber durch einen Brand und die Plünderung von San Sebastián durch britische Truppen auf der Jagd nach der französischen Nachhut während der Napoleonischen Kriege zerstört.
Mateo Albéniz schrieb hauptsächlich Kompositionen für Cembalo und Klavier. Seine Werke stehen alle stark unter dem Einfluss von Haydn und Mozart, die er beide verehrte.
Außerdem verfasste er theoretische Arbeiten, die „Methodische Anleitung“, die 1802 in San Sebastián veröffentlicht wurde und in der er erklärt, wie man alte und moderne Musik lehren, singen und spielen soll.
Sein Werk, das bis heute die größte Bedeutung hat, ist die Sonate in D-Dur, die 1925 von Joaquín Nin veröffentlicht wurde und auch in einer sehr bekannten Version für Gitarre gesetzt wurde.